# Parque España

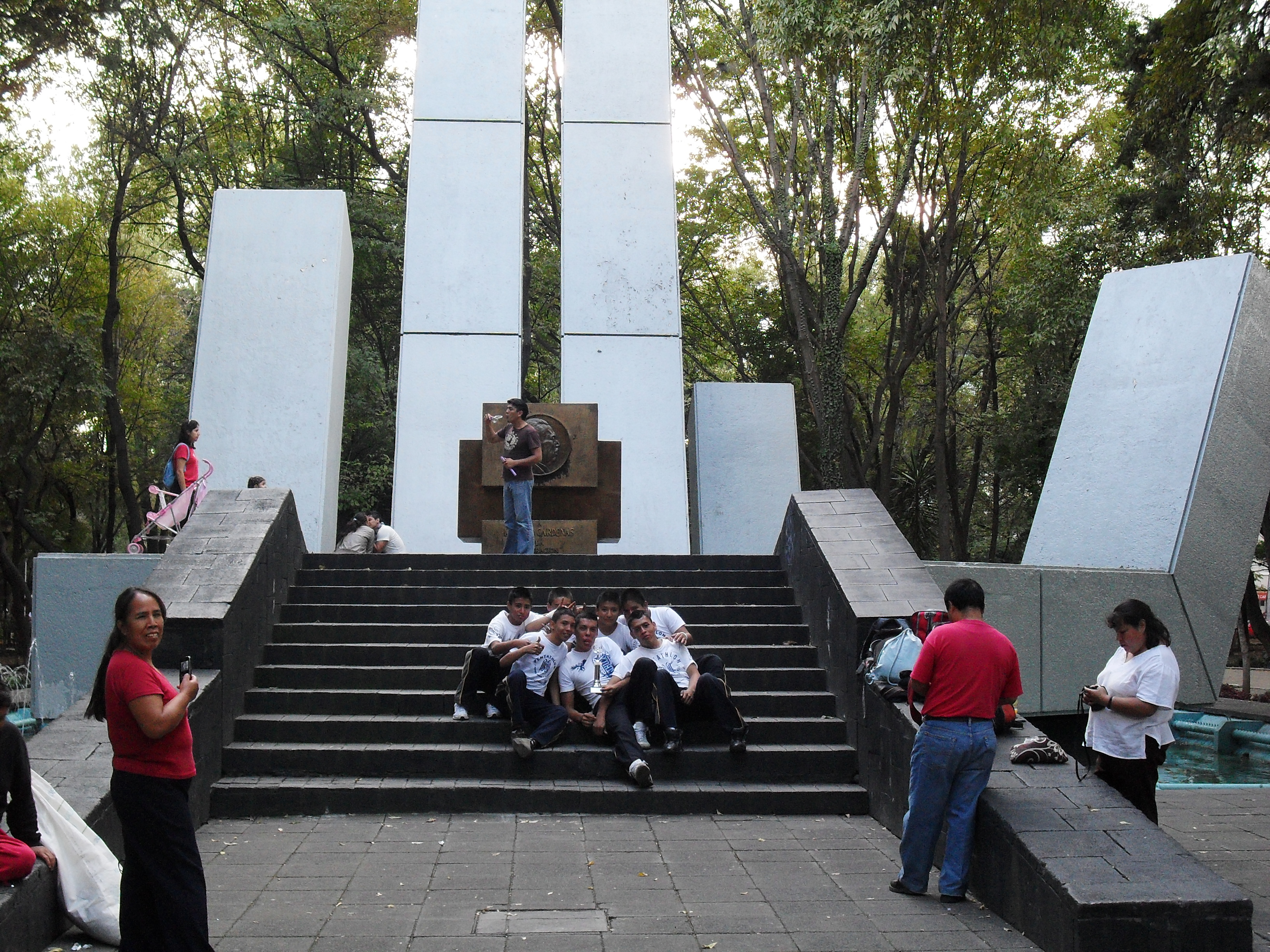
Monument al general i president Lázaro Cárdenas.

El Parque España és una gran àrea verda situada entre la Colonia Roma i la Colonia Condesa de la Ciutat de Mèxic (Mèxic). Abans era l'accés al desaparegut Hipòdrom de la Condesa. En va inaugurar en 1921 com a part de les celebracions del centenari de la Independència de Mèxic. Compta amb un monument al president i general Lázaro Cárdenas del Río, donat per la comunitat espanyola.